# Orli Shuka
Orli Shuka (* 27. Mai 1976 in Vlora) ist ein britisch-albanischer Schauspieler.

## Leben und Karriere
Shuka wurde am 27. Mai 1976 in Vlora geboren. Er ist der Sohn des albanischen Schauspielers Agim Shuka. Sein Debüt gab wr 2014 in dem Film Hyena. Anschließend war er 2017 in dem Kurzfilm Big Dog zu sehen. Unter anderem spielte er im selben Jahr in War Machine mit. 2018 wurde Shuka für die Serie EastEnders gecastet. Außerdem trat er in einer Folge in Save Me auf. Außerdem bekam er 2020 eine Rolle in der Serie Gangs of London. 2022 setzte er seine Karriere in All the Old Knives fort.

## Filmografie
Filme
- 2014: Hyena
- 2017: Big Dog
- 2017: War Machine
- 2022: All the Old Knives
- 2025: Criminal Squad 2 (Den of Thieves 2: Pantera)
- 2025: Black Bag – Doppeltes Spiel (Black Bag)

Serien
- 2018: EastEnders
- 2018: Joe All Alone
- 2019: Save Me
- 2020: Gangs of London